# La Democracia (Huehuetenango)
La Democracia – miasto w zachodniej Gwatemali, w departamencie Huehuetenango, około 70 km na północny zachód od stolicy departamentu, miasta Huehuetenango i tylko 12 km od granicy państwowej z meksykańskim stanem Chiapas. Miasto leży w głębokiej dolinie w górach Sierra Madre de Chiapas na wysokości zaledwie 832 m n.p.m., (najniżej położona gminna miejscowość w departamencie), przy Drodze Panamerykańskiej.
Według danych szacunkowych w 2012 roku liczba ludności miasta wyniosła 17 490 mieszkańców.
Przemysł spożywczy, włókienniczy.
Jest siedzibą władz gminy o tej samej nazwie, która w 2012 roku liczyła 44 539 mieszkańców. Gmina jak na warunki Gwatemali jest mała, a jej powierzchnia obejmuje 136 km².